# Jarosław Burdek
Jarosław Burdek (ur. 15 października 1971 w Krakowie) – polski dziennikarz, manager muzyczny, w latach 2006–2009 wicedyrektor ds. rozrywki w TVP2.
Członek Akademii Fonograficznej ZPAV.

## Życiorys
Pracę dziennikarską rozpoczął w Radiu Kraków a następnie pracował w Radiu Eska. W 2002 został dyrektorem ds. rozrywki w TVP2, a od 2007 roku pełnił funkcję wicedyrektora w TVP2. Od 2002 roku dyrektor ds. programowych w MTV Polska. W 2009 roku został dyrektorem muzycznym i programowym Rebel:tv. Członek kapituły konkursu Złote Dzioby Radia Wawa. W 2007 roku był dyrektorem generalnym 44. Krajowego Festiwalu Piosenki Polskiej „Opole, a w 2008 dyrektorem festiwalu Sopot Hit Festiwal, organizowanej przez TVP2. Od 2009 roku jest managerem muzycznym Doroty Rabczewskiej.
Od stycznia 2013 dyrektor programowy telewizji Tele5. W latach 2013–2014 pracował również w Polonia 1.